# 第11屆「勁歌王」全球華人樂壇音樂盛典獲獎名單
第11屆「勁歌王」全球華人樂壇音樂盛典於2016年12月16日在中華人民共和國廣東省廣州舉行。
以下為得獎名單：

## 歌手獎項

### 勁歌王
- 張信哲

### 勁歌后
- 辛曉琪

### 最受歡迎男歌手/女歌手/組合
| 最受歡迎男歌手/女歌手/組合得獎名單 | 最受歡迎男歌手/女歌手/組合得獎名單 | 最受歡迎男歌手/女歌手/組合得獎名單 | 最受歡迎男歌手/女歌手/組合得獎名單 |
| 地區                               | 最受歡迎男歌手                     | 最受歡迎女歌手                     | 最受歡迎組合                       |
| ---------------------------------- | ---------------------------------- | ---------------------------------- | ---------------------------------- |
| 香港區                             | 蘇永康                             | 衛蘭                               | C AllStar                          |
| 台灣區                             | -                                  | 王心凌                             | -                                  |
| 內地區                             | 魏晨                               | 何潔                               | SNH48                              |

## 歌曲獎項

### 至尊金曲奖
- 張信哲《愛如潮水》

### 影视金曲
- 胡夏《爱你步步惊心》
- 樊凡《透明的》

### 粤语金曲奖
- 王梓轩《平常心》
- 许廷铿《我的志愿》
- 卫兰《失恋的意义》
- 泳儿《四不像》
- 郑俊弘《炮火》
- 洪卓立《痛》
- C AllStar《专业失恋30年》
- 邓小巧《雅俗》
- 钟舒漫《这首歌的名字是秘密》
- 胡鸿钧《明知故犯》

### 国语金曲奖
- 小霞 《思念》
- SNH48 《公主披风》
- 丁当 《只是不够爱自己》
- 冯建宇 《红》
- 孙伯纶 《匠人》
- 王博文 《我想你永远不会知道》
- 魏晨 《Where went yesterday》
- 刘惜君 《光》
- 陈冰 《上了锁》
- 赵泳鑫 《Get Out》

### 最佳合唱歌
- 王蓉、东山少爷 《叶问》

### 最佳K歌金曲
- 刘惜君 《多傻》

### 最佳摇滚歌曲
- 杀手锏乐队 《我们的时光》

### 最佳改编歌
- 王蓉 《姐姐》

## 個人獎項

### 傳媒大獎
- 何潔
- 辛曉琪

### 卓越表演大獎
- 張信哲
- 小霞
- 丁噹

### 亞洲最佳組合
- 男人幫

### 最具人氣歌手
- 武藝

### 最具人氣組合
- SNH48

### 我最喜愛男歌手
- 梁漢文

### 我最喜愛女歌手
- 劉惜君

### 我最喜愛組合
- Twins

### 亞洲最受歡迎組合
- 筷子兄弟

### 最佳演繹男歌手
- 許廷鏗

### 最佳演繹女歌手
- 小霞

### 最佳舞台演繹獎
- 王蓉
- 鄭俊弘
- 潘美辰

### 最佳进步奖
- 許靖韻
- 何雁詩
- 李國祥
- 蔚雨芯

### 年度最佳音樂人
- 王太利

### 年度最佳跨界藝人
- 肖央

### 跨界歌手
- 康康
- 陳啟泰

### 全能藝人
- 唐禹哲
- 王博文

### 最佳唱跳歌手
- 狄易達
- 鄧雯心

### 最佳搖滾樂隊
- 殺手锏樂隊

### 最具潜力歌手
- 馮博
- 衛詩
- 劉亭婷
- 孫欣放

### 年度突破藝人
- 陳冰
- 胡夏
- 衛蘭

### 年度風尚藝人
- 歌浴森
- 梁君諾
- 李霞兒

## 傑出青年歌手獎

### 傑出青年歌手獎（內地）
- 蘇妙玲
- 東山少爺

### 傑出青年歌手獎（港台）
- 泳兒
- 洪卓立
- 蔡旻佑

## 飛躍獎項

### 飛躍歌手（內地）
- 陳梓童
- 李琦
- 孫伯綸

### 飛躍歌手（港台）
- 鐘舒漫
- 胡鴻鈞
- 王梓軒

## 創作人獎項

### 勁歌創作王
- 汪蘇瀧
- 黃家強

### 勁歌唱作人
- 白舉綱
- 羅力威

## 專輯獎項

### 年度最佳迷你专辑
- 魏晨 《白日梦想家》

### 年度最佳创作专辑
- 白举纲 《野草》

## 新人獎項

### 年度新人王
- 馮建宇

### 最佳新人獎
- 趙泳鑫
- 王睿

### 最佳搖滾新人
- 貝貝

### 最佳新人樂團
- NINETY NINE 99樂團

### 最佳新晉歌手（內地）
- 谷微
- 何乾梁
- 葉楓華
- 楊斯捷
- 周詩雅
- 肖晏琪

### 最佳新晉歌手（港台）
- 黎曉陽
- 譚嘉荃
- 董又霖

### 最佳新晉組合
- Bingo
- Gentleman
- AGEBOY

## 幕後獎項

### 最佳作曲
- 汪蘇瀧 《銀河》

### 最佳作词
- 罗力威 《流泪的歌》

### 最佳MV大奖
- 武藝 《幸亏》